# La Batllia (la Vall d'en Bas)
La Batllia és una masia de la Vall d'en Bas (Garrotxa) protegida com a bé cultural d'interès local.

## Descripció
És un edifici civil cobert amb teulada a dues vessants i orientada a l'est. Presenta una construcció afegida i posterior a la part dreta. A la banda esquerra hi ha un portal dovellat que actualment està tapiat i que era la primitiva entrada, i finestres de pedra treballada amb motius geomètrics a les llindes i la inscripció: "MMLXX". El material que es va fer servir per a la construcció és pobre però conserva una aparença sòlida.

## Història
Documentada l'any 1226, quan fou concedida a Berenguer d'Spulga. Entre els anys 1239 i 1274 l'administrà un tal Pere, el 1275, Aimeric, i entre els anys 1278 i 1284, Arnau, que fou procurador de Pere el Gran i del seu fill Alfons quan en vescomtat va passar a poder de la corona.